# فينتسيسلاف ديميتروف
فينتسيسلاف ديميتروف هو لاعب كرة قدم بلغاري في مركز حراسة المرمى، ولد في 27 مارس 1988 في بلغاريا. لعب مع نادي دوبرودزا دوبريتش.

## وصلات خارجية
- فينتسيسلاف ديميتروف على موقع قاعدة بيانات كرة القدم.إي يو (الإنجليزية)